# Medonosna pčela
Medonosna pčela ili pčela medarica (lat. Apis) je kukac iz roda opnokrilaca (Hymenoptera), kladusa Anthophila. To su vrlo razvijeni kukci, a nastali su na području Afrike, Europe i Bliskog istoka pa se dijele na afričke, orijentalne i europske podvrste. Ljudi su oduvijek bili fascinirani pčelama i nađeni su mnogi povijesni izvori koji govore upravo o ovim malim bićima. Tako su na primjer Egipćani mislili da su pčele nastale iz suza Ra-boga Sunca, a Grci su pričali da su pčele čuvale Zeusa dok je bio mali i hranile ga medom.
Budući da pripada člankonošcima, tijelo pčele građeno je od hitina i sastoji se od glave, prsa i zatka. Na prsima su tri para nogu i dva para tankih krila. Kad pčela poleti, krila se spoje pa joj je lakše letiti. Pčele lete od cvijeta do cvijeta i skupljaju biljni nektar i pelud te ga nose u košnicu. Usta su joj građena od dva dijela : prednji dio kojim grize i stražnji dio koji je zapravo rilce pomoću kojeg pčela usisava tekućinu. Na nogama ima košaricu, tj. udubljenje s dlačicama gdje sprema nektar.
Pet očiju iznad usta, služe pčeli za raspoznavanje nekih boja dok neke druge ne može vidjeti. Naime, ona vidi samo plavu i žutu, ali i ultraljubičastu koju čovjek ne može vidjeti.
Unatoč lošim očima, pčele su uspjele razviti izvanredno osjetilo njuha. Pomoću mirisa pčele se međusobno razlikuju jer svaka zajednica ima drugačiji miris. Osjetilne stanice njuha smještene su na vrhu ticala. Znanstvenici su pokusima utvrdili da pčelama osjetilo okusa nije veoma razvijeno jer one skupljaju slatku otopinu i kada nema dobar okus. Zadak se sastoji od devet kolutića i na njemu su voskovne žlijezde koje izlučuju tvar za izgradnju saća. Zadak završava nazubljenim žalcem koji je za pčelu zapravo jedina obrana. Nakon uboda pčela žalac ne može izvući pa se on otkine, a ona ugiba. Najotrovniji sastojak otrova ispuštenog pri ubodu je melitin i vrlo je opasan za ljude koji su na njega alergični. Pčelinja je zajednica jedna od najorganiziranijih društava u prirodi. Vrlo je slična ljudskom društvu u Srednjem vijeku - ima kraljicu i njene podanike. Zapravo, u pčelinjoj zajednici se nalazi tri vrste pčela : matica, radilica i trut.

## Vrste medonosnih pčela i njihovi proizvodi
| Vrsta pčele      | Podrijetlo       | Med | Vosak | Pelud | Propolis | Matična mliječ | Pčelinji otrov |
| ---------------- | ---------------- | --- | ----- | ----- | -------- | -------------- | -------------- |
| Apis mellifera   | Europa, Afrika   | xx  | xx    | xx    | xx       | xx             | xx             |
| Apis cerana      | Azija            | xx  | xx    | x     | x        | x              | x              |
| Apis dorsata     | Azija            | xx  | xx    | x     | x        | x              | x              |
| Apis florea      | Azija            | xx  | xx    | x     | x        | x              | x              |
| Apis meliponinae | tropska područja | xx  | xx    | x     | x        |                |                |

- x = sakupljeni ili proizvedeni pčelinji proizvodi
- xx = proizvodi za komercijalno tržište

### Europske podvrste pčele medarice
- Kranjska pčela (Apis mellifica var. carnica Pollm) ili siva pčela ili "domaća pčela", crnog tijela obraslog sivkastosrebrnastim dlačicama pripada grupi tamnih pčela. Radilice imaju izuzetan nagon za sakupljanje hrane u prirodi. Matica je vrlo plodna (2 000 jajašaca dnevno) i otporna na bolesti. Postoji više podvrsta: alpska, panonska i sredozemna (poj. autori nazivaju je i "jadranska").
- Talijanska pčela (Apis meliffica var. ligustica), pčela je Apeninskog poluotoka, žućkaste boje, navikla je na dugotrajne paše i blagu klimu. Vrlo je blage ćudi, slabo izražena nagona za rojenjem. Zajednica se snažno razvija tijekom ljeta i jeseni, matica je vrlo plodna. Često se zalijeće u tuđe košnice tako da nije omiljena kod svih pčelara. Zbog života u blagoj klimi održava leglo do kasnih jesenskih dana, zimuje u vrlo brojnim i jakim zajednicama pri cemu troši mnogo hrane. Odlikuje ju slabiji instinkt za sakupljanje propolisa i nektara, međutim ima odličnu sposobnost korištenja slabih paša.
- Kavkaska pčela (Apis mellifica var. caucasica), porijeklom je iz Gruzijskog gorja,  vanjštinom pomalo sliči na kranjsku pčelu. Ima duže rilce i marljivi je radnik na svim pčelinjim pašama, odlično se brani od uljeza ali je sklona zalijetanju u tuđe košnice - grabeži. Sporo se razvija u proljeće. Razlikuju se dvije vrste: siva i žuta. Posjeduje slab rojevni nagon, brzo se prilagođava novim pašama. Ima veliku sposobnost prikupljanja propolisa.
- Tamna europska pčela (Apis mellifica var. mellifica L.) najviše se uzgaja u Njemačkoj. Krupne je građe sa zatupljenim zatkom, kratkog jezika i tamnosive gotovo crne boje. Otporna je na duge i hladne zime pa se održala još u Sjevernoj i Južnoj Americi kao i Sibiru. Tijekom sezone se razvija u zajednice srednje snage, razvoj zajednice traje dugo u jesen pa zimuje u jakim, brojnim zajednicama. Prinosi propolisa su umjereni, otporna je na bolesti a med unosi slabije od Talijanske i sive Kranjske pčele.

## Genetski kod
2006. godine je objavljen genetski zapis medonosne pčele apis mellifera. Pčela je tako treći kukac čiji je gen u cijelosti dešifriran, nakon mušice, komarca. Unutar DNK pčele znanstvenici su otkrili iznenađujuće sličnosti i veze pčela sa sisavcima i čovjekom. Poput ljudi pčele su na Europski kontinent prešle iz Afrike. Razdijelile su se u dvije genetski odvojene populacije. Otkriveno je da po pčelinjemu biološkom satu koji nose u sebi pčele više sličie sisavcima nego muhama. Taj sat regulira brojne aktivnosti uključujući navigaciju, određivanje vremena kao i pčelinji plesni jezik koji se koristi za obavještavanje o izvorima nalazišta hrane. Znanstvenici sa Sveučilišta Illinoisa utvrdili su 36 gena mozga medonosne pčele, od kojih su 33 bila već poznata otprije. U priopćenju navode da pčela ima oko 10.000 gena manje od komarca ili mušice. U pčela je više gena koji određuju miris, ali manje onih koji utvrđuju okus.

## Broj izletnica
Broj pčela izletnica koje prikupljaju hranu, vodu, propolis te ostalo potrebno za razvoj i održanje zajednice razlikuje se i ovisi o ukupnom broju pčela u zajednici.
| Veličina zajednice | Broj izletnica | Udio u zajednici |
| ------------------ | -------------- | ---------------- |
| 15.000             | 2.300          | 15%              |
| 20.000             | 5.000          | 25%              |
| 25.000             | 7.500          | 30%              |
| 40.000             | 20.000         | 50%              |
| 50.000             | 30.000         | 60%              |
| 60.000             | 39.000         | 65%              |

Prema gornjim podacima možemo zaključiti da broj izletnica ne raste srazmjerno broju pčela u zajednici.

## Uzimljavanje pčela
Kada nastupe zimski dani pčelama osigurajte mir u košnici i izbjegavajte svako nepotrebno uznemiravanje pčela.
Kod uznemiravanja pčela zimi one će reagirati uzimanjem dodatnih zaliha hrane. Time nepotrebno opterećuju probavne organe, pa nerijetko od toga i mnoga društva stradaju. Ako ste dobro i ispravno uzimili svoje pčelinje zajednice, što vam je i dužnost, nema potrebe za uznemiravanjem pčela. Ako niste, to više nećete moći ispraviti zimi, pa onda opet ne dirajte košnice nepotrebno. Vaše eventualne manje propuste pčele su ispravile same, a svaki veći propust znači najčešće gubitak zajednice. Vaš jedini i neizbježni zimski zadatak je briga o osiguranju mira pčelinjaku i eventualno čišćenje leta nakon zimskih padalina, poput snijega. Snijeg čistimo samo s leta košnice kako bismo omogućili ulaz svježeg zraka u košnicu. Sa same košnice snijeg ne treba čistiti jer služi kao dodatni prirodni izolator košnice. Povremeno prije nego temperature porastu ispred košnica na snijeg nabacajte malo slame ili nečega sličnoga da pčele na pročisnom letu ne slijeću na hladan snijeg što za njih može biti kobno.
Uzimljavanje pčela svake godine izaziva nelagodu pčelara: hoće li pčele prezimiti ili ne, hoće li one koje prezime biti dovoljno snažne za brz proljetni razvoj do prve ozbiljnije pčelinje paše. Važno je da se u zimu ulazi s dovoljno jakim zajednicama. Slabe zajednice u klupku troše previše hrane i energije za proizvodnju topline pa ih prije zime treba spojiti sa zdravim i jakim pčelinjim zajednicama ili sa srednje jakima, kako bismo dobili jednu jaku zajednicu. Velika većina pčelara koji su zajednice uzimili bar i jednu zimu zna da su jaka zajednica, dovoljno hrane i prozračnost košnice važni elementi za dobro i pravilno uzimljavanje.
Vlažan zrak  bolje provodi toplinu od suhog, pčele samo posredno griju košnicu grijući klupko, hladan zrak ulazi kroz sve otvore košnice a ponajviše na samo leto koliko god ga mi smanjili... Sve su to činjenice koje ne treba zaboraviti prilikom uzimljavanja pčelinjih zajednica. Mnogi pčelari griješe ako prilikom utopljavanja košnica prije nadolazeće zime praktički onemoguće cirkulaciju zraka u košnici. Pravilno uzimljena košnica mora imati cirkulaciju zraka gotovo kao i ljeti. Samo utopljavanje košnice bitno je i dolazi do izražaja tek kada matica sredinom ili potkraj siječnja počinje zalijegati prva jajašca. Tada dodatna izolacija smanjuje učinak razlika između nižih noćnih i viših dnevnih temperatura.

### Temperature
Zimsko klupko ranije formiraju slabije zajednice s manjim brojem pčela. Stoga bilježimo da se klupko formira:
- nukleusi - na 13°C
- srednje zajednice - na 10°C
- jake zajednice - na 8°C

U samome zimskom klupku bilježimo temperature 9-10°C na periferiji klupka i 20-30°C u sredini zimskoga pčelinjeg klupka.

## Pčelinje rojenje
Rojenje je zapravo dijeljenje jedne u dvije nove i međusobno potpuno neovisne zajednice.
Rojenje je prirodni nagon pčela u njihovoj borbi za održanjem vrste. Samo rojenje jednim dijelom vjerojatno potječe od nagona za seljenjem koje susrećemo još i danas u pojedinih kukaca. Da bi se pčele pokrenule u rojevno stanje potrebni su neki od preduvjeta kao što su: pogodna temperatura i medenje medonosnog bilja.

## Vrste pčela u pčelinjoj zajednici
U normalnoj pčelinjoj zajednici živi i radi tri vrste pčela koje razlikujemo prema spolu, izgledu, obliku, veličini i radnim zadacima. To su matica, trut i radilica.

### Matica
Matica je jedina spolno zrela ženka u pčelinjem društvu, čiji je zadatak nošenje jaja i time briga o društvu, kao i držanje pčelinjeg društva u košnici putem feromona koje luči. Iz oplođenih jaja se razvijaju ženke (radilice ili matice), dok se iz neoplođenih razvijaju mužjaci (trutovi). Jedno pčelinje društvo može imati samo jednu maticu. Ako se izleže više matica, doći će do podjele društva prirodnim rojenjem. Maticu oplođavaju trutovi. Tokom života matica izleće iz košnice samo jednom, pri parenju, i izuzetno ako dođe do rojenja. Oplođena matica polaže jaja u ćelije saća. Radiličke ćelije su uže te dok nosi jaja joj ćelija stisne tijelo i aktivira spolne organe, Trutovske ćelije su široke i nema aktivacije pojedinih hormona i nastaje trut. Iz najvećeg broja jaja izlegu se radilice, iz malog broja jaja izlegu se trutovi, a iz nekoliko posebno ugrađenih matičnjaka izlegu se matice. Matica se rađa iz oplođenog jajeta, a da li će opstati zavisi do prehrane. Dnevno matica može položiti od 2500 do 5000 jaja. Matica se, od pčele radilice, razlikuje i po izgledu. Njezino tijelo je mnogo šire, noge su duže, a leđa bez dlačica. Na zadnjim nogama ona nema korpice za odlaganje cvjetnog praha (kao radilice) i oblik žalca je drugačiji nego kod radilice. Matica se u košnici kreće u pravcu kretanja Sunca. Ujutro je na istočnom djelu košnice, u podne je između središnjih ramova, a navečer na zapadnoj strani.
Maticu zovu i kraljicom pčelinjaka, ali i ona se za taj položaj mora izboriti. Naime, nakon 16 dana iz oplođenog jajašca ona se izleže i prvi joj je zadatak naći sve ostale matice u matičnjaku i ubiti ih prije nego što se izlegnu.  Nakon petog dana od kada se matica izlegla ona izlazi na orjetancijske letove iz košnice radi pripreme za oplodnju - ovaj dio života matice nazivamo sazrijevanje matice. Matica se nakon sazrijevanja pari s nekoliko trutova občno između 20 i 50 trutova, ali oni ne prežive jer ostavlja svoje cijele spolne organe u tijelu matice. Sam čin oplodnje se odvija u zraku nekoliko dana uzastopce, a u jednom danu sparivanje se vrši najviše s 20 trutova. Nakon oplodnje matica postaje stroj za polaganje jajašaca i uvijek je okružena radilicama koje ju hrane i čuvaju. Matica koja je sparena s malim brojem trutova ima u spermateci mali broj spermija te je pčele kao takvu vrlo brzo zamjene s novom.
U pčelarstvu radi lakšeg raspoznavanja i snalaženja pčelinja matica se označava bojom. Boje su međunarodno prihvaćene radi lakšeg snalaženja prilikom trgovine. Matice se označuju bijelom, žutom, crvenom, zelenom i plavom bojom. Svaka boja je oznaka za određenu godinu.
Budući da se pčele mogu kupiti i u drugim državama, međunarodno je prihvaćen sustav obilježavanja matica bojama, a u svrhu lakšeg određivanja njihova godišta. Primjer: 2003. matica se označavala crvenom bojom, 2005. označavala se plavom itd.
| Broj kojim završava godina | Boja označavanja matice |
| -------------------------- | ----------------------- |
| 1 ili 6                    |                         |
| 2 ili 7                    |                         |
| 3 ili 8                    |                         |
| 4 ili 9                    |                         |
| 5 ili 0                    |                         |

### Trut
Trut je mužjak pčele i razvoj njegove jedinke traje najduže (do 24 dana - 3 dana embrijske faze, 7 dana ličinka, 10 dana kukuljica). Može poživjeti dva mjeseca. Vrlo je velik i ne može se sam hraniti već ga hrane radilice. Kad dosegne spolnu zrelost izlazi na prvi let. Obično se svi trutovi okupe na jednom mjestu u zraku gdje dođe i matica. Samo će ju najbrži od njih oploditi i on tada ugiba. Ponekad ako nema hrane za cijelu zajednicu, radilice izbacuju preostale trutove van iz košnice nakon oplodnje. U suprotnom trutovi ostaju i svojom veličinom griju ostale pčele.

### Radilica
Radilica je također ženka, ali sa zakržljalim jajnicima. Ona u nedostatku matice može također polagati jajašca, ali iz njih s obzirom na to da su neoplođena izlježu samo trutovi.

## Raspodjela posla u košnici
U košnici svaka pčela obavlja svoj posao ovisno o starosti pa se razlikuju:
- pčele hraniteljice (0-3 dana starosti) - hrane mlade pčele i leglo
- pčele graditeljice (3-10 dana starosti) - grade saće (luče pčelinji vosak i matičnu mliječ)
- pčele čistačice (10-15) čiste košnicu iznoseći trunje i mrtve ličinke ili pčele, te lepećući krilima na ulazu u košnicu ubacuju zrak u košnicu, čime u košnici stalno održavaju potrebnu temperaturu (oko 25 °C)
- pčele stražarice (15-20 dana starosti) - čuvaju košnicu od neprijatelja
- pčele radilice ( 20 dana do kraja života) donose u košnicu nektar, cvjetni pelud, propolis i vodu.

U Hrvatskoj autohtona pčela je siva pčela ( Apis mellifera carnica. U starijoj literaturi se nalazi i pod imenom kranjska pčela. To je jedna od najvažnijih pasmina sive pčele. One su također specifične po tome što među svim pčelama imaju najdulje rilce na ustima (do 6,7mm).

## Opis
Pčela je, iako mala, vrlo razvijen kukac, a nastala je na području Afrike, Europe i Bliskog istoka, pa se stoga i dijeli na afričke, orijentalne i europske podvrste. Pripada člankonošcima, tijelo pčele građeno je od hitina i sastoji se od glave, prsa i zatka. Na prsima su tri para nogu i dva para tankih krila.

### Karakteristike medonosne sive pčele
| Karakteristika                        | Radilica    | Trut    | Matica  |
| ------------------------------------- | ----------- | ------- | ------- |
| masa (g)                              | 1           | 2       | 2       |
| duljina (mm)                          | 12 - 14     | 15 - 17 | 15 - 20 |
| duljina dlačica na 5-om kolutiću (mm) | 0,25 - 0,35 | -       |         |

### Noge
Pčela ima tri para nogu koje joj služe za kohanje, čišćenje tijela i sakupljanje cvjetnog praha koji zahvaljujući građi stražnjih nogu unosi u košnicu. Svaka noga kod pčele drži se prsiju pomoću prvog članka - kuka ili coxa. Na kuk se nastavlja bedreni valjak - trochanter.

#### Prednji par nogu
Prednji par nogu pčeli služi za održavanje i čišćenje tijela. Prilikom čišćenja ticala pčela ga stavlja u polukružni izrez prednje noge koji je oblikom i veličinom prilagođen upravo za tu namjenu. Samo ticalo provuče i na taj ga način očisti.

#### Srednji par nogu
I na pčelinjim srednjim nogama nalaze se dlačice za sakupljanje cvjetne peludi. Na samom kraju goljenice srednje noge nalazi se izraštaj koji joj služi za dohvat drugih nogu i skidanje cvjetnog praha sa stražnjih nogu koje zatim stavlja u otvore saća.

#### Stražnji par nogu
Stražnji je par nogu kod pčele najrazvijeniji i za pčelu najvažniji. On ima dobro razvijen kuk zvan coxa i u odnosu na ostale noge ima duplo razvijeniju goljenicu i prvi članak. Sama goljenica u donjem dijelu ima udubljenje u kojem pčele prenose pelud u košnicu.

### Pčelinji hod
Prilikom hoda pčela održava ravnotežu na taj način da istovremeno opterećuje prvu i zadnju nogu jedne i srednju nogu suprotne strane. Pčela može hodati po hrapavim i potpuno glatkim površinama i to bez obzira na njihov položaj. Za hod po hrapavim površinama služi se šiljatim čaporcima dok joj za hod po glatkim površinama služe jastučići.

## Pčelinji razvojni ciklus
Grafikon prikazuje razvojni put pčele od jajašca do odrasle jedinke. 
- radilica: - 21 dan
- trut - 24 dana
- matica - 16 dana.

Nakon što matica položi jajašca u ćelije saća, pčele radilice (kućne pčele) odabirom vrste i količine hrane određuju iz kojeg će se jajašca izleći radilica ili matica, dok se trutovi izlegu iskljućivo iz neoplođenh jajašaca. 

## Oprašivanje
Pčele imaju najvažniju ulogu u oprašivanju cvjetova jer su najbrojniji oprašivači na zemlji. Medonosnim pčelama je med zaliha za duge zimske mjesece kada cvijeće ne cvijeta i stoga ne proizvodi biljne sokove. To je jedini kukac koji - naravno: nesvjesno - proizvodi hranu koju jedu i ljudi. U veoma dobro razvijenim zajednicama nalazi se ukupno 50.000 - 80.000 pčela što ovisi o košnici, a svoje zadatke obavljaju ovisno o starosti. Mlade pčele do 21 dana života uglavnom se brinu oko izgradnje saća, čišćenja košnica, hranjenja ličinki iz kojih će se izliječi novi naraštaji pčelinje zajednice u kojoj žive.
Pretpostavlja se da trećina ljudske hrane ovisi o oprašivanju koje čine pčele.
Većina pčela ima elektrostatski naboj koji povećava apsorpciju peludi.
Pelud i nektar tvore masu koja je najčešće viskozna, ali može i biti kruta.
Ta masa je sferoidnog oblika te pohranjena u male ćelije u kojima se i jajašca nalaze.

## Pčelinje bolesti
Poput svih živih bića na zemlji i medonosne pčele mogu oboljevati od raznih bolesti. Neke bolesti pčela zbog njihove posebne osjetljivosti izravan su pokazatelj na stanje u okolišu. 
Tako bolesti medonosnih pčela dijelimo na:

### Zarazne pčelinjebolesti
- nozemoza
- kamenito leglo
- vapnenasto leglo
- mješinasto leglo
- varooza - je nametnička bolest pčela koja se javlja u zajednica napadnutih varroa grinjom.
- akutna pčelinja paraliza
- kronična pčelinja paraliza
- američka gnjiloća legla - je raširena i vrlo teška bolest poklopljenog legla. Ta bolest ne prelazi na odrasle pčele. Zaraza se prenosi od košnice do košnice pčelarskim priborom, satnim osnovama, vrcanjem, hranjenjem pčela zaraženim medom, premještanjem okvira iz košnice u košnicu. Bolest mogu prenositi i pčele kradljivice koje ulaze u tuđe zbog bolesti oslabljene košnice i pritom prenoseći med u svoju košnicu. U najranijim fazama bolest se može uspješno liječiti dok se kod jačih kasnijih faza utvrđenih laboratorijskim nalazima pristupa uništavanju zajednice i košnice.
- europska gnjiloća legla -
- akaroza
- ameboza

### Nezarazne pčelinje bolesti
- prehlađeno leglo
- pregrijano leglo
- začepljenost crijeva peludom

### Štetočine ukošnicii pčelinjineprijatelji
- veliki voskov moljac (lat. Galleria mellonella) i mali voskov moljac (lat. Achroea grisella)
- slaninar (lat. Dermestres lardarius)
- pčelomorac (lat. Trichodes apiaius)
- leptir mrtvačka glava (lat. Acherontia atropos)
- mravi
- osa - Ljudi ju nerijetko zamjenjuju za pčelu. Ose su u naravi potpuno drugačiji kukci i često ako se pojave u većem broju znaju biti prava napast za pčelinje zajednice. Osa je za razliku od pčele koja sama sakuplja i proizvodi hranu za zim, grabežljivac i lovac kukaca nepoželjan u blizini pčelinjaka.
- stršljen (lat. Vespa crabro) je jedan od najopasnijih ljudskih ali i pčelinjih neprijatelja u toplijem dijelu godine.  Vrlo je sličan ali veći od ose. Pčele love obično u pčelinjaku ispred košnica, a nerijetko ako su u mogućnosti ulaze i u samu košnicu gdje im je posebno zanimljivo pčelinje leglo. Jedan stršljen rijetko će uspjeti napraviti veću štetu u pčelinjaku, ali pojavi li se roj od desetak ili više stršljena u stanju su u borbi s pčelama stražaricama napraviti pravi pokolj. Iz ulovljene pčele isišu prikupljeni nektar, a ostatkom sažvakane pčele hrane mlade ličinke.
- miševi - Miševi mogu u pčelarstvu predstavljati ozbiljan problem, jer mogu uništiti ili oslabiti cijelu pčelinju zajednicu. Preko sezone medenja kada su pčele aktivne opasnosti od miševa u košnicama gotovo da i nema međutim oni uznemiruju pčele u zimskom klupku dakle zimi. U košnici se nasele u potrazi za skloništem. Ulaze kroz šira leta. Hrane se medom, peludom, mrtvim i živim pčelama. Saće u košnicama u kojima je boravio miš ima karakterističan miris koji odbija i maticu i pčele.

Mjere suzbijanja svode se na nemogućnost ulaska miševa u košnicu – sužavanje leta, postavljane češljeva, postavljenje zatrovanih mamaca u pčelinjaku.
- ptice - Najznačajnija vrsta je pčelarica ili krasna žuna (lat. Merops apiaster). Lovi pčele oko pčelinjaka

### Trovanja pčela sredstvima za zaštitubilja
U intenzivnoj poljoprivrednoj proizvodnji zaštitna se sredstva upotrebljavaju u velikim količinama. Zaštita bilja od bolesti i štetočina predstavlja jednu od osnovnih agrotehničkih mjera u postizanju visokih prinosa. Pod pojmom pesticida (sredstava za zaštitu bilja) podrazumijeva se čitav niz kemijskih preparata koji se koriste za suzbijanje štetnih mikrooganizama, kukaca, nematoda, ptica, glodavaca i korova.
Trovanja pčela:
- insekticidima
- fungicidima
- herbicidima

Prema opasnosti za pčele sredstva za zaštitu bilja se dijele u četiri skupine:
- I. grupa – vrlo visoka otrovnost. Ova se sredstva ne smiju upotrebljavati u vrijeme cvatnje. Za pčele su opasna i desetek sati nakon tretiranja. Pčelama ne treba dopustiti prilaz tretiranim biljkama barem 5 dana.
- II. grupa – visoka otrovnost. Za pčele prestaju biti opasna nakon 8 sati od trenutka tretiranja.
- III. grupa – niska otrovnost. Ako se ova sredstva upotrijebe kasno navečer ili u rano jutro prestaju biti opasna nakon 3 sata.
- IV. grupa – vrlo niska otrovnost. Ova sredstva nisu opasna za pčele i pri direktnoj aplikaciji na tijelo.

## Galerija
- Siva pčela medarica
- Pčele na ulazu košnice
- Pčela medarica na maslačku
- Pčela medarica na maslačku
- "Ples" pčela služi kao nepogrešiva obavijest ostalim pčelama o pronalasku medonosnog bilja